# 백용성 역 한글본 신역대장경(금강경강의)
백용성 역 한글본『신역대장경』(금강경강의)는 대한민국 전북특별자치도 익산시에 있는 일제강점기의 책이다. 2014년 12월 26일 대한민국의 국가등록문화재 제646호로 지정되었다.

## 개요
3·1운동 때 민족대표 33인 중 한 사람인 백용성 스님이 금강경을 순한글로 알기 쉽게 번역한 책으로 불교 경전의 대중화를 확립하는 데 크게 이바지 하였으며, 국내에서 찾아보기 힘든 초판본으로 당시 한글자료로도 매우 중요한 가치가 있다.
후일 금강경 국역의 초석이 되었다는 점에서 종교적인 가치를 찾을 수 있을 뿐 아니라 민족의식을 깨우치고자 한 백용성 스님의 민족정신도 엿볼 수 있다.

## 같이 보기
- 백용성

## 참고 자료
- 백용성 역 한글본『신역대장경』(금강경강의)  - 국가유산청 국가유산포털